# 卡薩諾戰役 (1799年)
卡薩諾戰役是法國大革命戰爭的一場戰役，爆發於1799年4月27日卡薩諾附近。最後由亞歷山大·蘇沃洛夫率領的奧地利帝國與俄羅斯帝國的聯軍(第二次反法同盟)獲勝。這場戰役後，更加速拿破崙想回國的心情。

## 註腳
1. 1 2 3  Eggenberger 1985，第80頁.
2. 1 2 3 4  Clodfelter 2017，第109頁.
3. ↑  Bodart 1908，第332頁.
4. ↑  Smith 1998，第152,153頁.